# Биновце
Биновце је насеље у Србији у општини Сурдулица у Пчињском округу. Према попису из 2022. било је 424 становника.

## Демографија
У насељу Биновце живи 405 пунолетних становника, а просечна старост становништва износи 35,5 година (34,7 код мушкараца и 36,2 код жена). У насељу има 148 домаћинстава, а просечан број чланова по домаћинству је 3,74.
Становништво у овом насељу веома је нехомогено (према попису из 2002. године), а у последња три пописа, примећен је пад у броју становника.
|  |

| Демографија | Демографија | Демографија |
| Година      | Становника  | Становника  |
| ----------- | ----------- | ----------- |
| 1948.       | 598         |             |
| 1953.       | 627         |             |
| 1961.       | 673         |             |
| 1971.       | 690         |             |
| 1981.       | 646         |             |
| 1991.       | 603         | 603         |
| 2002.       | 553         | 570         |
| 2011.       | 501         |             |
| 2022.       | 424         |             |

| Година пописа     | 1948. | 1953. | 1961. | 1971. | 1981. | 1991. | 2002. |
| ----------------- | ----- | ----- | ----- | ----- | ----- | ----- | ----- |
| Број домаћинстава | 109   | 121   | 142   | 162   | 166   | 166   | 148   |

| Број чланова      | 1  | 2  | 3  | 4  | 5  | 6  | 7  | 8 | 9 | 10 и више | Просек |
| ----------------- | -- | -- | -- | -- | -- | -- | -- | - | - | --------- | ------ |
| Број домаћинстава | 20 | 31 | 21 | 24 | 19 | 19 | 11 | 2 | 0 | 1         | 3,74   |

| Пол    | Укупно | Неожењен/Неудата | Ожењен/Удата | Удовац/Удовица | Разведен/Разведена | Непознато |
| ------ | ------ | ---------------- | ------------ | -------------- | ------------------ | --------- |
| Мушки  | 216    | 40               | 157          | 13             | 6                  | 0         |
| Женски | 214    | 21               | 157          | 27             | 9                  | 0         |
| УКУПНО | 430    | 61               | 314          | 40             | 15                 | 0         |

| Пол    | Укупно                    | Пољопривреда, лов и шумарство | Рибарство                            | Вађење руде и камена | Прерађивачка индустрија       |
| ------ | ------------------------- | ----------------------------- | ------------------------------------ | -------------------- | ----------------------------- |
| Мушки  | 96                        | 11                            | 0                                    | 0                    | 42                            |
| Женски | 29                        | 3                             | 0                                    | 0                    | 9                             |
| УКУПНО | 125                       | 14                            | 0                                    | 0                    | 51                            |
| Пол    | Производња и снабдевање   | Грађевинарство                | Трговина                             | Хотели и ресторани   | Саобраћај, складиштење и везе |
| Мушки  | 3                         | 6                             | 8                                    | 0                    | 6                             |
| Женски | 0                         | 1                             | 4                                    | 0                    | 0                             |
| УКУПНО | 3                         | 7                             | 12                                   | 0                    | 6                             |
| Пол    | Финансијско посредовање   | Некретнине                    | Државна управа и одбрана             | Образовање           | Здравствени и социјални рад   |
| Мушки  | 0                         | 0                             | 2                                    | 3                    | 0                             |
| Женски | 0                         | 0                             | 0                                    | 7                    | 5                             |
| УКУПНО | 0                         | 0                             | 2                                    | 10                   | 5                             |
| Пол    | Остале услужне активности | Приватна домаћинства          | Екстериторијалне организације и тела | Непознато            | Непознато                     |
| Мушки  | 11                        | 0                             | 0                                    | 4                    | 4                             |
| Женски | 0                         | 0                             | 0                                    | 0                    | 0                             |
| УКУПНО | 11                        | 0                             | 0                                    | 4                    | 4                             |

| Етнички састав према попису из 2002.‍ | Етнички састав према попису из 2002.‍ | Етнички састав према попису из 2002.‍ | Етнички састав према попису из 2002.‍ | Етнички састав према попису из 2002.‍ |
| ------------------------------------ | ------------------------------------ | ------------------------------------ | ------------------------------------ | ------------------------------------ |
|                                      |                                      |                                      |                                      |                                      |
| Срби                                 | Срби                                 |                                      | 274                                  | 49,54%                               |
| Роми                                 | Роми                                 |                                      | 267                                  | 48,28%                               |
| Македонци                            | Македонци                            |                                      | 1                                    | 0,18%                                |
| непознато                            | непознато                            |                                      | 1                                    | 0,18%                                |

| Етнички састав према попису из 2022.‍ | Етнички састав према попису из 2022.‍ | Етнички састав према попису из 2022.‍ | Етнички састав према попису из 2022.‍ | Етнички састав према попису из 2022.‍ |
| ------------------------------------ | ------------------------------------ | ------------------------------------ | ------------------------------------ | ------------------------------------ |
|                                      |                                      |                                      |                                      |                                      |
| Роми                                 | Роми                                 |                                      | 264                                  | 62,3%                                |
| Срби                                 | Срби                                 |                                      | 150                                  | 35,4%                                |